# 63e armée
La 63e armée était une unité de l'Armée rouge durant la Grande Guerre patriotique.

## Première formation
La 63e armée est créée en juillet 1942, par l'ordre de la Stavka numéro 994 110 à partir de la 5e armée de réserve.
Elle participe à la bataille de Stalingrad. Initialement rattachée au front de Stalingrad, elle participe aux combats défensifs pour les approches de Stalingrad. Elle est ensuite transférée au front du Don, lorsque la bataille atteint la ville, puis au front du sud-ouest pour participer à la contre-offensive lors de l'opération Uranus. En novembre 1942, la 63e armée est promue 1re armée de la garde.

## Seconde formation
En mars 1943 la 63e est reformée à partir de la 2e armée de réserve. Elle mène d'abord des opérations défensives le long des rivières Zusha et Neruch et du sud de la région de Mtsensk, puis participe à l'opération Koutouzov dans la région d'Orel, et aux opérations de Briansk et de Gomel-Rechitsa.  Elle est rattachée au front de Briansk du général Markian Popov avec lequel elle participe à la bataille de Koursk. 
Elle comprenait les 5e, 41e, 129e, 250e, 287e, 348e et 397e divisions d'infanterie. Elle a été dissoute en février 1944.